# Castillo Palacio de Ceyt Abu Ceyt (Argelita)
El castillo palacio de Ceyt Abu Ceyt', conocido también como Castillo Palacio de Zeit Abu Zeit, o Torres del Palacio del Marqués de Argelita', actualmente está compuesto tan solo por dos torres, únicos vestigios del edificio sito en la plaza de la Iglesia de la población de Argelita, en la comarca del Alto Mijares. Los restos de este edificio están declarado de manera genérica Bienes de Interés Cultural, bajo la protección de la Declaración genérica del Decreto de 22 de abril de 1949, y la Ley 16/1985 sobre el Patrimonio Histórico Español, con la anotación ministerial RI-51-0011003, con fecha 18 de marzo de 2003.

## Historia
La zona del actual Argelita ha sido núcleo poblacional de distintas civilizaciones, que se remontan más antiguamente según los autores. Como otras muchas zonas del territorio actual de la Comunidad Valenciana, Argelita estuvo bajo dominación de los árabes y la zona fue reconquistada por las tropas de Jaime I de Aragón, refugiándose la población musulmana en el vecino Castillo del Bou Negre. Este palacio fortificado que tenía aspecto de ser más un castillo, fue el lugar de residencia del último gobernador almohade de Valencia, convertido al cristianismo Zayd Abu Zayd, que pasó a llamarse Vicente Belvis a partir de su bautismo en el 1236. Tras su muerte fue heredado por su hijo Fernando Pérez, fruto de su matrimonio con María Fernández, cristiana de nacimiento. De este modo acaba, en 1262, en manos de Sancha (hija de Fernando y nieta de Zayd Abu Zayd), mientras que la hermana de esta, Teresa, heredó el Castillo del Bou Negre. Con el paso de los años acaba en manos de la familia Arenós, quienes la ven dieron a la familia Zapata.
En 1942 se procedió a la demolición del palacio utilizándose la madera que se obtuvo para la construcción de la iglesia parroquial de San Pedro del Grau de Castellón. Mientras los muros se desmoronaron al perder parte de su estructura. Es de este modo que quedaron solo los restos de estas dos torres, entre las que se construyó un jardín.

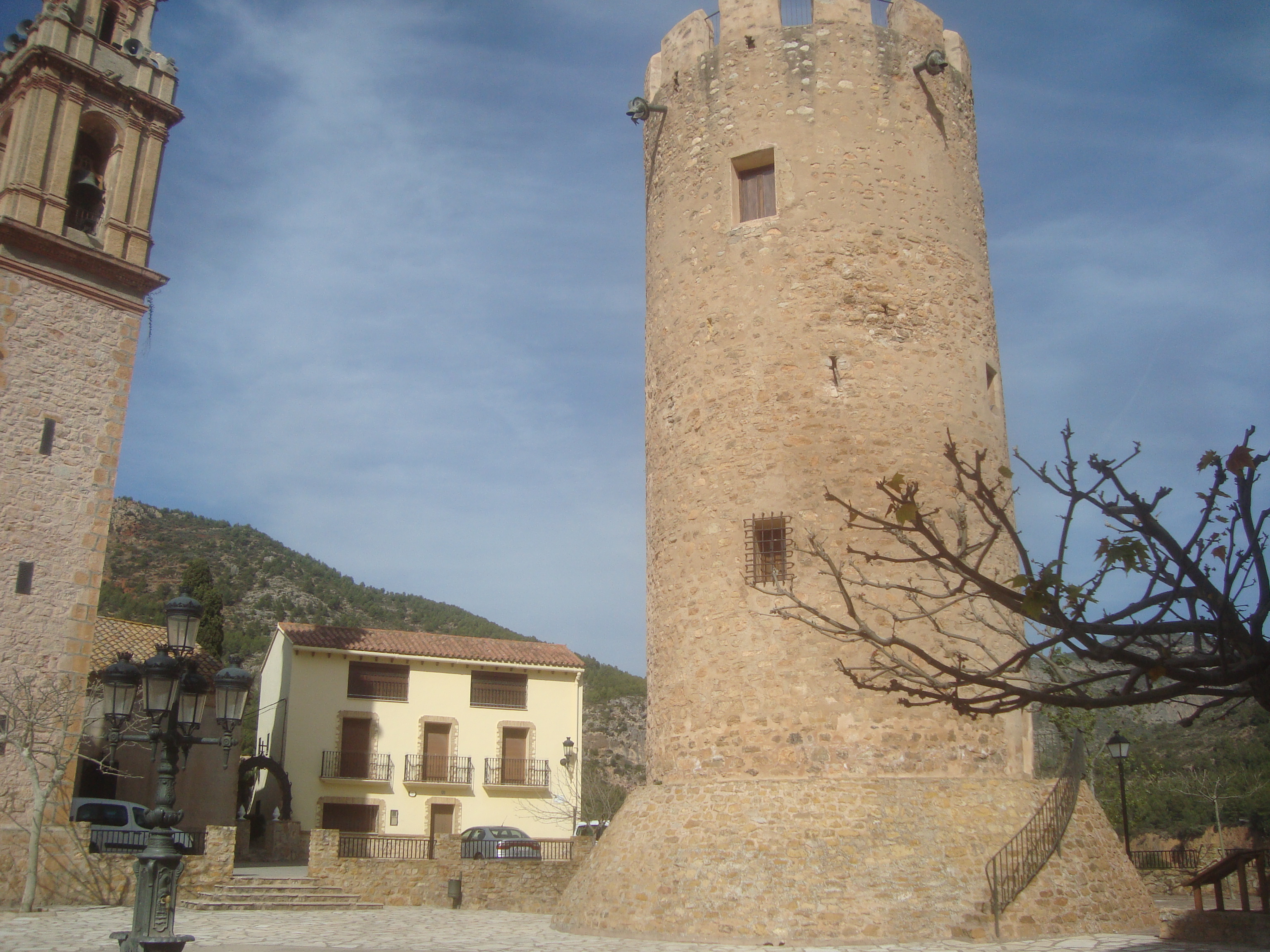
La Torre Redonda, vestigio defensivo del castillo-palacio de Ceyt Abu Ceyt de Argelita.

## Descripción

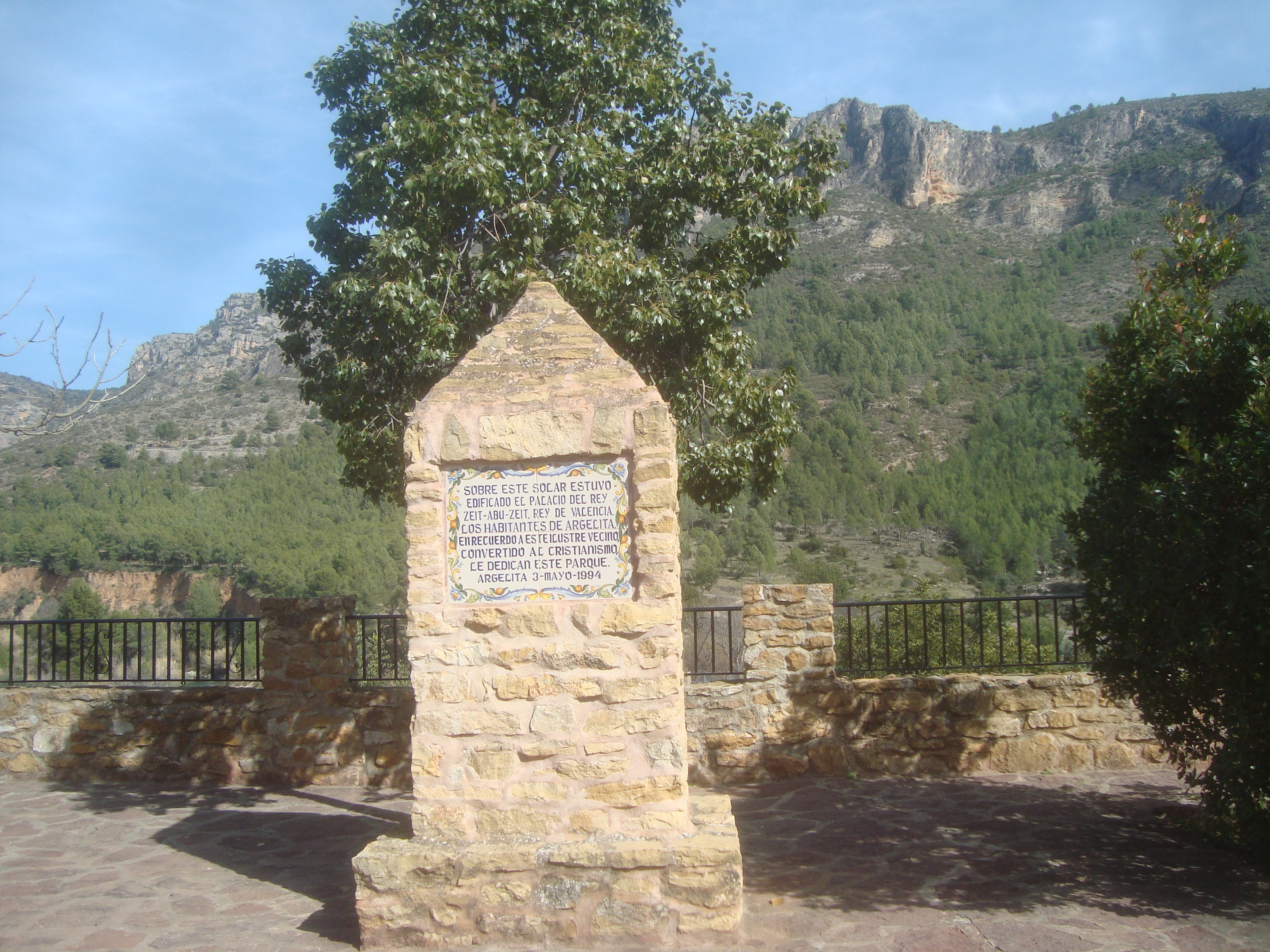
Solar donde estaba el castillo Palacio de Ceyt Abu Ceyt (Argelita).

El castillo palacio se encuentra en la población (en la plaza de la Iglesia), en una zona más elevada, situada sobre una zona rocosa de una buena visibilidad.
De lo que constituyó la fortificación y la residencia de Zayd Abu Zayd en la actualidad solamente quedan dos torres, la Torre Cuadrada y la Torre Redonda. Se considera que la torre redonda formaba parte del recinto fortificado y se utilizaba para la defensa de la zona residencial, mientras que las características arquitectónicas de la torre cuadrada hacen pensar en ella como parte de la zona palaciega. De todos modos, la documentación sobre Argelita se destruyó durante la Guerra Civil del 36, por lo que resulta difícil llegar a conclusiones definitivas, no solo sobre la forma sino incluso sobre las dimensiones de este conjunto fortificado y palaciego.
La torre redonda, cuyo nombre viene de su planta cilíndrica; presenta planta baja y dos alturas más, que se remata con almenas. De fábrica de mampostería, con algunas ventanas en su cuerpo, así como aspilleras. En la actualidad es exenta, pero hasta el momento de realizar su restauración a finales del siglo XX (en 1986 se iniciaron las obras y en 1999 se acabó la consolidación de la torre redonda, según el proyecto del año 1995 dirigido por el arquitecto Jesús Delgado Correa, siendo las obras sufragadas por la Conselleria de Cultura y Educación) estaba adosada a otros edificios de la plaza de la Iglesia donde está ubicada. Se data del siglo XIII, como demuestra una inscripción árabe conmemorativa datada en 1252, que puede observarse en su base. Para acceder a la torre se utiliza una puerta con arco de medio punto, a la que hay que llegar subiendo varios escalones realizados en piedra y adosados a la construcción original, que lo más probable fuera que los tuviera de madera, para poder dejar la torre aislada en caso de necesidad defensiva. Tras su restauración se ubicó en su interior el museo etnológico de la población.
Respecto de la torre cuadrada, es realmente de planta rectangular y tiene cuatro alturas con el remate almenado como ocurre en la torre circular. Su fábrica también es de mampostería, pero en su caso presenta refuerzos de sillares en las esquinas. Tiene ventanas rectangulares con dintel de piedra y alguna otra con arco rebajado de fábrica de ladrillo. En el año 1881 ya se llevó a cabo en ella una reforma. Mucho más tarde, en el año 1986 se inician las obras para la restauración de las torres, según el proyecto del arquitecto Juan Antonio Martínez García, que se hacen en diversos momentos, de modo en 1996 se concluyó las obras que adecuaron el acceso interior, así como la consolidación de la cubierta de la torre cuadrada.